# 국가지원지방도 제31호선
국가지원지방도 제31호선 동래 ~ 기장선은 부산광역시 동래구 안락 교차로와 기장군 일광면 일광역을 잇던 국가지원지방도이다.

## 역사
본래 1994년 국도 제31호선의 기점이 울산이었던 것을 부산으로 연장하는 계획안에 포함되었던 구간으로 국도 제31호선으로 예정되어 있었으나 국가 재정 부족으로 기장군 일광면 ~ 울산시 구간만 국도로 지정되었다. 이 때 국도로 지정되지 않은 잔여 구간이 국가지원지방도 제31호선으로 지정된 것이다.
- 1996년 7월 19일: 부산광역시 동래구 ~ 기장군 일광면 구간을 국가지원지방도 제31호선 부산동래 ~ 부산기장선으로 지정[1]
- 2008년 11월 17일: 노선 폐지[2]

## 주요 경유지
- 부산광역시
  - 동래구 - 해운대구 - 기장군 (기장읍 - 일광면)

## 노선
아래 노선은 지금의 도로 교차로 명칭을 따온 것이며 노선이 존재할 당시의 교차로와 차이가 있다.
- 동래구 안락 교차로 - 안락뜨란채삼거리 - 원동교
- 해운대구 원동교 - 원동 나들목 - 재송삼익아파트삼거리 - 재송역 - 해운대경찰서앞 교차로 - 동부지청어귀 교차로 - 유창맨션앞삼거리 - 수영역 - 삼호가든앞 교차로 - 올림픽 교차로 (시립미술관역) - 승당삼거리 - 동백역 - 운촌삼거리 - 부산기계공고삼거리 - 해운대해수욕장삼거리 - 노보텔앞삼거리 - 해운대온천사거리 - 미포오거리 - 해운대달맞이공원 - 청사포 입구 교차로 - 해마루 - 달맞이교 - 송정어귀삼거리 - 송정삼거리 - 송정1호교
- 기장군 기장읍 송정1호교 - 기장 교차로 - 연화육교 교차로 - 연화과선교 - 청강사거리 - 죽성사거리 - 기장군청 - 신천교 - 교리삼거리 - 기장체육관
- 기장군 일광면 일광 교차로 - 일광면사무소 - 일광역

## 같이 보기
- 부산광역시도 제40호선
- 국도 제31호선